# Robert Zajonc
Robert Bolesław Zajonc (23. listopadu 1923, Łódź – 3. prosince 2008, Stanford) byl polsko-americký psycholog, představitel sociální psychologie, profesor University of Michigan, 35. nejcitovanější psycholog 20. století.
Proslul především svými výzkumy tzv. sociální facilitace (tedy vlivu přítomnosti jiných lidí na výkon). Prokázal přitom, že přítomnost jiných jedinců svého druhu na výkon je měřitelná i u švábů, z čehož odvodil, že není výsledkem vyšších poznávacích procesů.
Často citovaný je též jeho model vlivu velikosti rodiny na IQ dětí, podle nějž ve větších rodinách s každým dalším dítětem mírně (o 3 body IQ) klesá inteligence později narozených. Zajonc to vysvětloval rodinným prostředím - mnohočetná rodina je k rozvoji inteligence o trochu méně vhodná než rodina jaderná.
V tisku se stal velmi populární jeho výzkum, který se pokusil změřit, jak a zda se manželé, kteří spolu žijí 25 a více let, k sobě fyziologicky připodobňují, přesněji zda získávají podobné rysy obličeje. Výzkum skutečně prokázal, že dlouho spolu žijící páry získávají podobné rysy ve tváři (zejm. strukturu vrásek). Dvě nejpravděpodobnější vysvětlení, k nimž se Zajonc přiklonil, byla, že lidé si k dlouhodobému soužití vybírají partnera, v němž vidí již při seznámení podobné rysy, druhé vysvětlení (preferované Zajoncem) bylo, že u dlouho spolu žijících párů existuje vysoká míra empatie, díky níž páry snadno sdílejí emoce, a dlouhodobě podobné emoce pak formují i rysy tváře.